# Église de la Sainte-Trinité de Leskovac
Pour les articles homonymes, voir Église de la Sainte-Trinité.
L'église de la Sainte-Trinité de Leskovac (en serbe cyrillique : Саборни храм Свете Тројице у Лесковцу ; en serbe latin : Saborni hram Svete Trojice u Leskovcu) est une église orthodoxe située sur le territoire de la Ville de Leskovac et dans le district de Jablanica en Serbie. Construite entre 1922 et 1931, elle est inscrite sur la liste des monuments culturels protégés de la république de Serbie (no SK 874).

## Historique

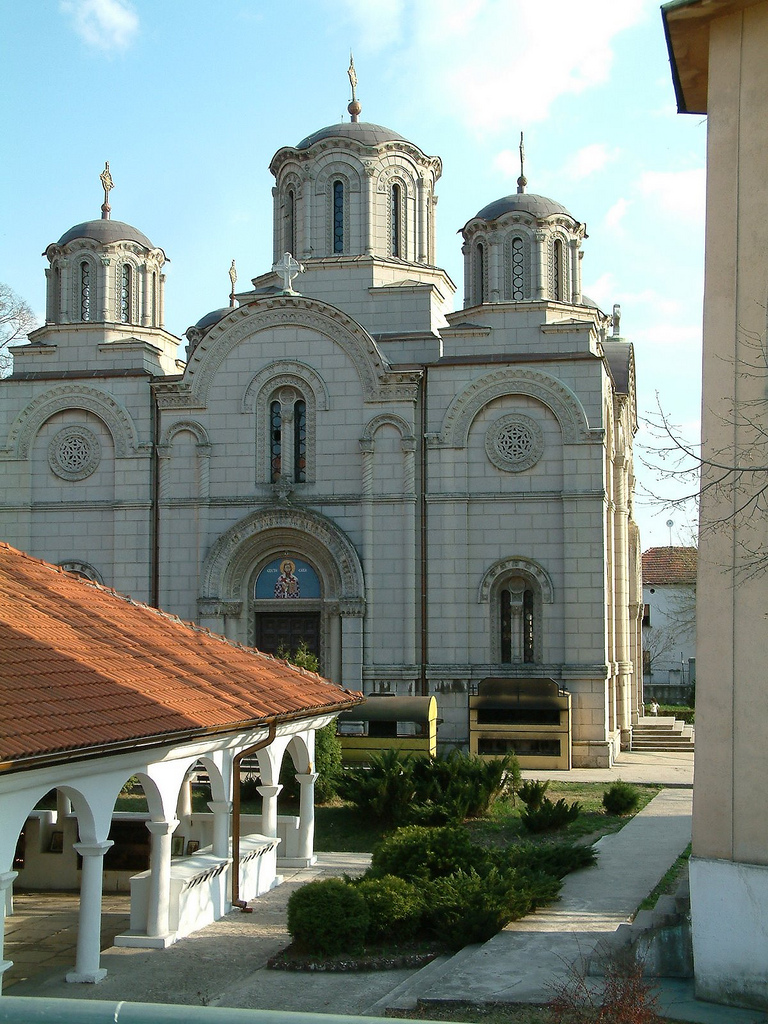
Autre vue de l'église

L'église de la Sainte-Trinité a été construite à côté de la « vieille » église de la Nativité-de-la-Mère-de-Dieu de la ville à l'initiative de Stojan Nikolić, le président de la municipalité de Leskovac ; le professeur Sreten Ilić a alors commencé à recueillir des fonds pour l'édification du nouveau bâtiment mais l'entreprise a été interrompue à cause de la Première Guerre mondiale. Après la guerre, en 1919, l'idée a été reprise avec une nouvelle levée de fonds ; le roi Alexandre Ier et la reine Marie figurent parmi les donateurs. En 1922, la construction de l'église commence, selon un projet de l'architecte russe Vassily Androsov. En 1928, l'intérieur de l'édifice est décoré de fresques par un autre artiste russe, Andreï Bitsenko.
En 1931, l'église est consacrée par le patriarche Barnabé et par l'évêque de l'éparchie de Niš Dositej Vasić.

## Architecture
L'église, de style serbo-byzantin, constitue une référence à l'école moravienne et à l'école rascienne ; par bien des aspects, elle se rapproche de l'église du monastère de Gračanica au Kosovo ; elle est ainsi dominée par cinq dômes, un plus élancé au centre et quatre autres plus petits dans les coins de l'édifice ; le portail est richement orné. La même symétrie s'applique à l'extérieur et à l'intérieur de l'édifice.

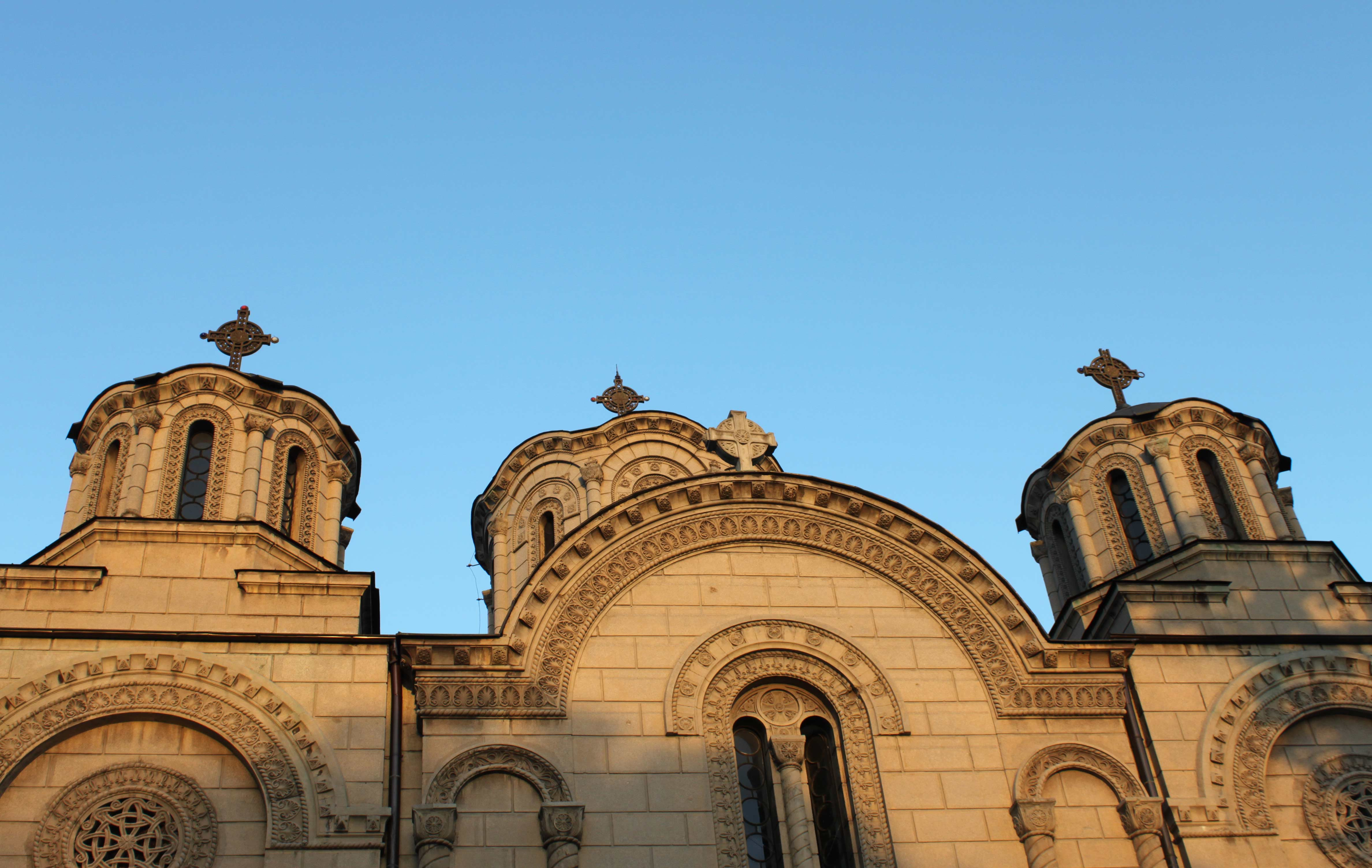
Haut de la façade et détail des dômes de l'église de la Sainte-Trinité de Leskovac
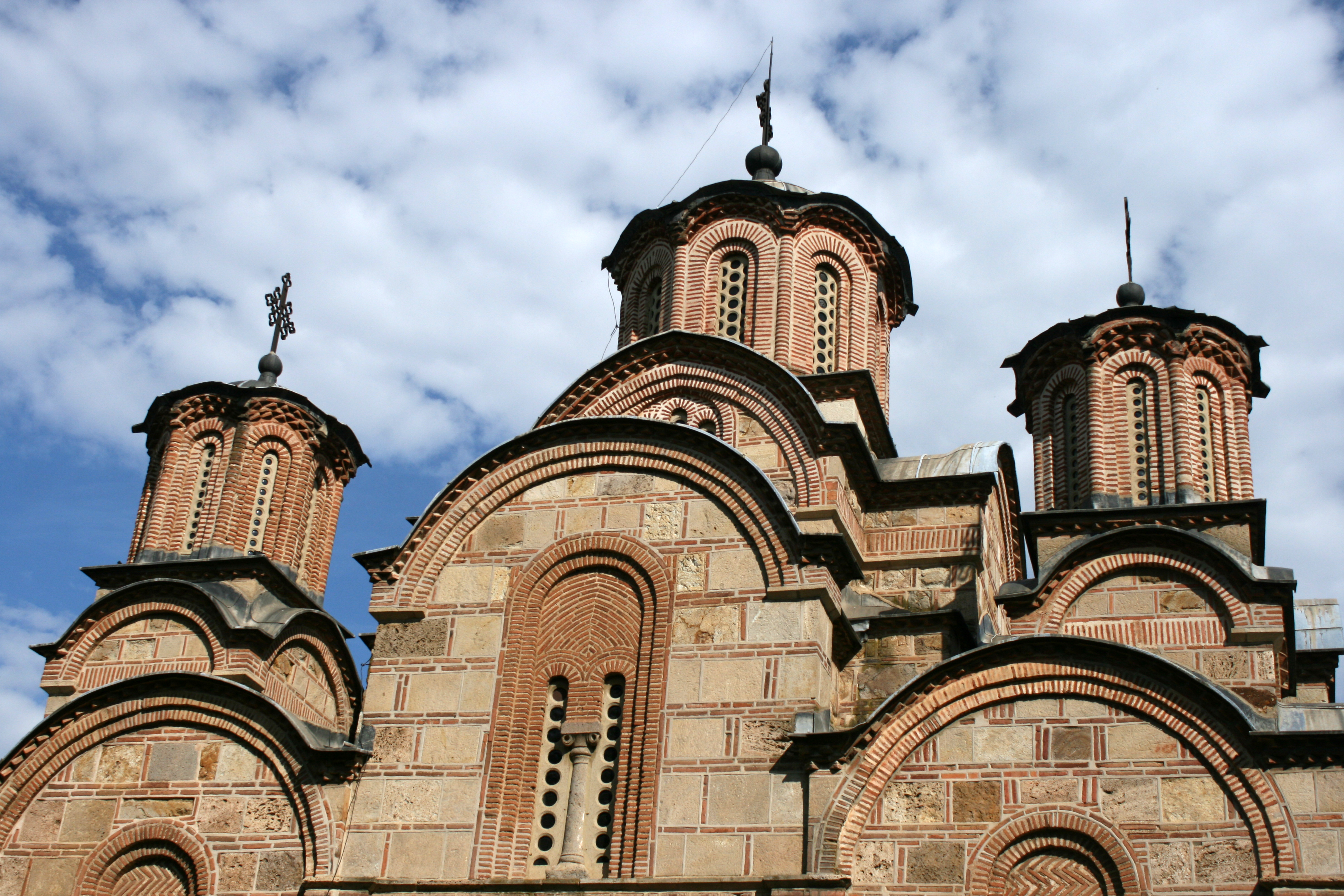
Haut de la façade et détail des dômes de l'église du monastère de Gračanica (XIVe siècle)